# John Logie Baird
John Logie Baird (13. srpna 1888 – 14. června 1946) byl skotský inženýr, který je považován za jednoho z hlavních průkopníků televizní technologie. Je vynálezcem prvního televizoru, na kterém v roce 1925 předvedl přenos statického obrazu na dálku. O rok později pak uskutečnil první přenos pohyblivých televizních obrazů. V roce 1928 předvedl první  ukázku barevného obrazu a uskutečnil dálkový přenos z Londýna do New Yorku. Bairdova práce sehrála klíčovou roli při vývoji televizních technologií a položila základy pro další inovace v oblasti elektronické televize.
V roce 2002 se umístil na 44. místě v žebříčku 100 největších Britů. V roce 2006 byl zařazen mezi 10 největších skotských vědců v historii, když byl Skotskou národní knihovnou zařazen do Skotské vědecké síně slávy.

## Život
Narodil se v rodině protestantského kazatele v Helensburghu jako nejmladší ze čtyř dětí. Od dětství měl rád  technické vynálezy a sám sestavoval různé přístroje. Ve 12 letech si postavil vlastní telefon.  Vystudoval techniku na univerzitě v Glasgow a nastoupil jako inženýr do elektrárny. Na začátku roku 1915 se přihlásil do armády, ale kvůli špatnému zdravotnímu stavu nebyl odveden. Neúspěšně se pokoušel  podnikat v různých oborech s výrobky, které sám  navrhoval a vyráběl (čistidlo na boty, tepelné vložky do bot, zavařeniny, mýdlo).

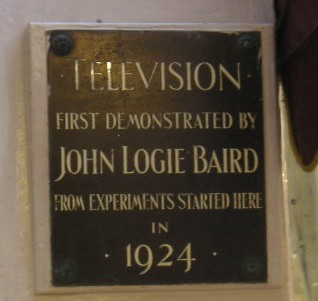
Pamětní deska na budově v Hastingsu, kde Baird předvedl svůj vynález

V roce 1923 se přestěhoval do Hastingsu na jižním pobřeží Anglie. Založil si tam vlastní dílnu a zkoušel různé vynálezy. Sousedé  ho považovali za podivína, zvukové a světelné efekty doprovázející jeho pokusy v nich vyvolávaly obavy. Baird své úsilí soustředil na vývoj  zařízení, které by umožňovalo přenos obrazu na dálku. S použitím různých vyřazených předmětů (bednička od čaje, plechovka od sušenek, jehly, staniol, motory) sestavil primitivní přístroj, který dokázal  přenášet nejasný obraz maltézského kříže z jednoho konce místnosti na druhý. Přestěhoval se do Londýna, kde pokračoval v pokusech vyvinout fungující televizní systém s použitím Nipkowova kotouče. Na jaře1925 se mu podařilo přenést první televizní obraz, nejprve hlavu břichomluvecké loutky, posléze tvář živého člověka, poslíčka Williama Tayntona. Bairdova televize měla 30 širokých  řádků a byla černobílá, obraz byl šedivý a nekvalitní. Veřejnosti předváděl svůj vynález v londýnském obchodním domě Selfridges. Dne 26. ledna 1926 Baird poprvé veřejně předvedl skutečné televizní obrazy pro členy Královské společnosti a reportéra z The Times ve své laboratoři. V roce 1927 přenášel první dálkové televizní snímky mezi Londýnem a Glasgowem po drátě telegrafního vedení. V červenci 1928 předvedl první barevný přenos a stereoskopickou televizi. Založil akciovou společnost,  která v roce 1928 uskutečnila první transatlantický televizní přenos z Londýna do malé vesničky Hardstale v USA. V roce 1929 dostal od ministerstva pošt povolení vysílat  půl hodiny denně pět dní v týdnu prostřednictvím BBC, která s ním podepsala smlouvu na zkušební využívání jeho zařízení po dobu pěti let. Ve studiu v Long Acre připravoval hrané inscenace, promítal filmy a uskutečnil i první přímý přenos z koňských dostihů (1931) . Neustále zdokonaloval svůj přístroj i metody natáčení, zavedl vysílání aktuálních zpráv, uskutečnil přenos z letadla. V listopadu 1936 zahájila BBC pravidelné vysílání, při kterém se střídaly pořady přenášené Bairdovým a konkurenčním elektronickým systémem Marconiho. O rok později byl Bairdův elektromechanický systém  definitivně nahrazen čistě elektronickým, který poskytoval kvalitnější obraz. Během války bylo v letech 1939–1946 televizní vysílání v Anglii přerušeno.

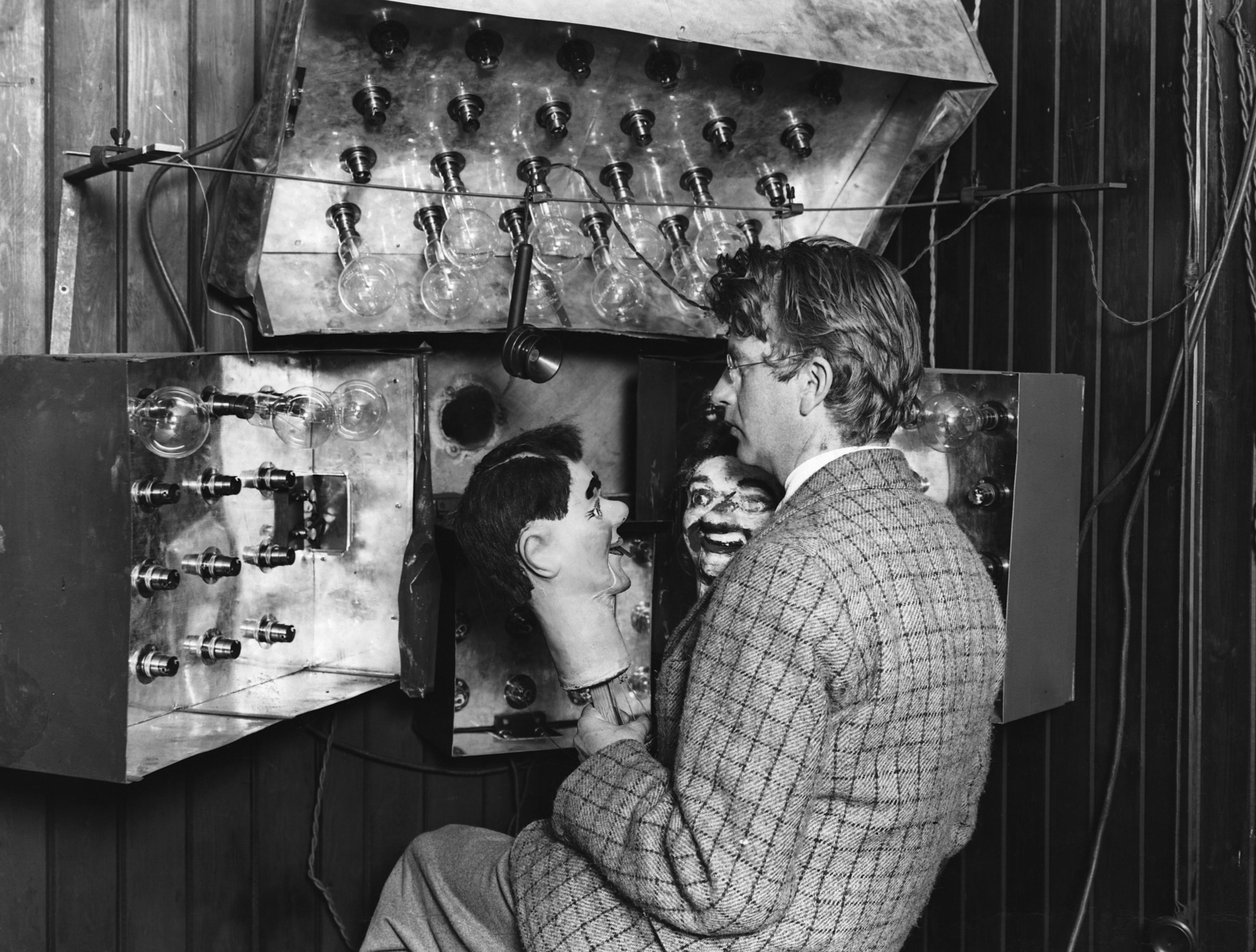
Baird v nahrávacím studiu s loutkou Stooky Bill

V roce 1936 byly při požáru Crystal Palace zničeny Bairdovy zkušební laboratoře, ale výroba televizních přijímačů pod značkou Televisor pokračovala, přičemž setrval u mechanického systému, který umožňoval vytvoření obrazu větších rozměrů. V roce 1937 byl Baird zvolen členem Královské společnosti v Edinburghu.
Baird se i nadále věnoval vynálezům v oblasti komunikací a obrazových technologií.  Vynalezl první plně elektronickou trubici pro výrobu obrazovek barevných televizních přijímačů a v srpnu 1944 představil první barevnou obrazovku. Zkonstruoval noktovizor, zařízení umožňující snímat obraz v tmavé místnosti s využitím infračerveného záření.
Od konce roku 1944 žil v  Bexhill-on-Sea v jihovýchodní Anglii, kde také zemřel 14. června 1946 na následky mrtvice. Je pohřben v rodinném hrobě v rodném Helensburghu. 